# Pomodoro Regina
Il pomodoro Regina è un prodotto tipico della Puglia, coltivato principalmente sui terreni che corrono lungo la costa nel comprensorio del comune di Fasano e tradizionalmente impiegato come pomodoro da serbo, ossia adatto alla conservazione e al consumo anche diversi mesi dopo il momento della raccolta.

## Caratteristiche
Viene chiamato “Regina” in quanto capostipite di una tipologia di prodotto, ma anche per via della particolare forma assunta dal peduncolo: in fase di maturazione i sepali tendono a sollevarsi verso l'alto formando una sorta di corona.
Si tratta di una specie autoctona di pomodoro selezionata per essere coltivata in aridocoltura, ovvero con un apporto minimo di acque irrigue. La scelta di coltivare il pomodoro Regina su terreni prospicienti il mare è dovuta infatti alla possibilità di sfruttare le acque salmastre dei pozzi artesiani per irrigare le piante in fase di crescita. La ricchezza di cloruro di sodio dell'acqua marina determina il sapore dolce-acidulo di questa cultivar di pomodoro e ne ispessisce la buccia, rendendolo adatto a una conservazione prolungata e più resistente agli attacchi parassitari.
I pomodori maturi hanno un peso medio di 25-30 grammi, sono di forma tondeggiante e, una volta giunti a completa maturazione, si colorano di rosso intenso per la presenza nella buccia di licopene. La polpa ha un colore rosso più scarico. Il trapianto delle piantine comincia alla fine di marzo, mentre la raccolta ha inizio a luglio: una parte viene venduta e consumata nel momento della sua maturazione e una parte viene riposta in cassette per essere immagazzinata e appesa al filo di cotone.

## Zona di produzione e storia
Le prime coltivazioni estensive del pomodoro Regina in Puglia risalgono alla fine del XVIII secolo e più precisamente nelle terre d'Egnazia, sulla fascia costiera di Fasano. Col tempo la coltivazione si è intensificata in direzione di Ostuni, nei terreni della piana degli ulivi secolari, sempre lungo la via Traiana, strada consolare che congiungeva Roma a Brindisi.
Oggi si coltiva ancora lungo la fascia costiera tra Fasano e Ostuni, a ridosso del Parco naturale regionale dune costiere da Torre Canne a Torre San Leonardo. L'impegno profuso nel mantenere in vita questa cultivar ha fatto sì che, nel 2011, i produttori locali ottenessero il riconoscimento come Presidio di Slow Food con la denominazione di “pomodoro Regina di Torre Canne”.

## Il pomodoro Regina oggi

### Clima e terreno di coltivazione
Il pomodoro Regina viene coltivato su terreni sabbiosi di origine alluvionale particolarmente fertili. Gli inverni brevi e poco piovosi si alternano ad estati lunghe e calde, motivo per cui il periodo siccitoso si protrae da aprile fino ad ottobre. La media annuale delle precipitazioni si attesta intorno ai 600 mm.

### Dal seme alla pianta
I produttori di pomodoro Regina si sono consorziati e hanno creato un disciplinare di coltivazione che tenga conto dei dettami dell'agricoltura biologica.
Durante il periodo di raccolta, fra luglio e agosto, viene operata la selezione massale dei semi per il successivo impianto. Anticamente, i semi selezionati venivano impiantati nel mese di febbraio nelle lame, antichi corsi d'acqua che hanno lasciato solchi scavati nel substrato carsico. Il particolare microclima delle lame ha garantito per almeno due secoli lo sviluppo delle piantine in pieno inverno, quando le temperature in pieno campo erano proibitive per la loro crescita.
Al giorno d'oggi l'impianto dei semi avviene in serre di vivai specializzati mentre il trapianto nel terreno avviene tra la fine di marzo e gli inizi di aprile. Durante il periodo successivo al trapianto, i produttori usano irrigare le piante con acqua dolce, per meglio avviarne la crescita, per poi continuare con l'acqua salmastra. Secondo il disciplinare di produzione non viene utilizzato alcun genere di diserbante o di nutriente di origine chimica. Si opera la sarchiatura per eliminare la maggior parte delle piante infestanti e si fa largo uso di letame, sovescio e compost per consentire la crescita della pianta.

### Raccolta e stoccaggio
La raccolta del pomodoro Regina comincia nel mese di luglio ed è preferibile che avvenga durante le prime ore del mattino, quando il picciolo della bacca è più facile da staccare. È importante che il peduncolo sia attaccato al frutto affinché i pomodori selezionati per essere conservati per l'inverno possano essere legati tra loro col filo di cotone.
Alla raccolta, i pomodori Regina vengono posti in cassette di legno alte massimo 10 cm, possibilmente su un unico strato in modo da evitare l'insorgenza di marcescenze.
Tra questi vengono selezionati quei pomodori che, alla fine del periodo di raccolta, verranno legati insieme. La lavorazione al filo di cotone è volta alla conservazione dei pomodori per il loro consumo nel periodo invernale. Usando un filo di cotone della lunghezza di 60 cm, si annodano i pomodori a formare dei grappoli definiti ramasole (nel dialetto del posto “ramasàule” oppure “pummedaure appennoute”). Tre catenelle di pomodori vengono poi legate assieme con uno spezzone di corda di canapa che, anticamente, serviva per appendere le ramasole alle alte volte delle masserie, ambienti freschi, ventilati e privi di umidità.
Oggi l'uso del cotone è stato in parte soppiantato dall'uso della rafia; una parte dei produttori, tuttavia, continua a coltivare il cotone nel tentativo di preservare il patrimonio genetico della coltura e la tradizione che si perpetua dietro la simbiosi tra pomodoro Regina e cotone. Anche Slow Food, nell'assegnare il Presidio al pomodoro Regina, ha riconosciuto l'importanza di questa antica tecnica di conservazione.